# Кім Клейстерс
Кім Клейстерс (нід. Kim Clijsters, слухатиⓘ, * 8 червня 1983, Білзен, Бельгія) — бельгійська тенісистка. 8 разів визнавалась найкращою спортсменкою Бельгії (у 1999-2002, 2005 та 2009-2011 роках), а також була визнана талантом року країни (1998).
Впродовж своєї кар'єри Кім Клейстерс виграла 33 турніри в одиночних змаганнях. 10 серпня 2003 вона стала першим номером рейтингу WTA.

## Кар'єра
Кар'єру професійної тенісистки розпочала в 1997, а на початку 2000-х досягла перших успіхів. Свій перший фінал Великого шолома програла на Відкритому чемпіонаті Франції 2011 Дженніфер Капріаті з рахунком 10-12 в останньому сеті. Мала принципове суперництво зі співвітчизницею Жустін Енен, якій програла фінали Відкритих чемпіонатів Франції та США 2003 року. Втім, того року Клейстерс стала першою ракеткою світу, але знову програла Енен фінал Відкритого чемпіонату Австралії. Першу перемогу в турнірах Великого шолома Клейстерс здобула на Відкритому чемпіонаті США 2005 року, здолавши у фіналі американку Марі П'єрс. 
2007 рік Кім Клейстерс почала з виграшу виставкового турніру в Гонконгу, завдавши поразку у фіналі росіянці Марії Шараповій. Після цього турніру заявилася на турнір у Сіднеї, який виграла, перегравши у фіналі сербку Єлену Янкович, зробивши таким чином вагому заявку на перемогу на Відкритому чемпіонаті Австралії. Але пройшовши таких іменитих суперниць, як Мартіна Хінгіс і Даніелу Гантухову, у півфіналі потрапляє на Марію Шарапову, яка на той час була на підйомі у грі й завдала Клейстерс поразки 6-4 6-2.
Останні свої турніри Клейстерс зіграла в Бельгії на турнірі в Антверпені, де у фіналі програла Амелі Моресмо 6-4, 7-6(4). На турнірі 1 категорії во Флориді Кім програла в четвертому раунді Лі На 4-6, 6-4, 6-2.
В травні вона вже не змогла захистити свій титул на турнірі у Варшаві, програвши українці Юлії Вакуленко в другому раунді 7-6 (3), 6-3. Це був її останній турнір.
Зважаючи на безкінечні травми, яких вона зазнавала у 2007 році, і які не дозволяли їй грати на найвищому рівні у теніс, 6 травня 2007 Кім Клейстерс на своєму офіційному сайті повідомила про завершення професійної кар'єри тенісистки.
Влітку 2009 року Клейстерс повернулася у великий теніс і здобула перемогу в Відкритому чемпіонаті США, третьому своєму турнірі після повернення. Вона відстояла свій титул наступного 2010 року, перемігши в фіналі Віру Звонарьову 6-2, 6-1.

### 2011 - 2012
Кім Клейстерс здобула четвертий титул Великого шолома на Відкритому чемпіонаті Австралії 2011. У фіналі вона перемогла китаянку Лі На.
12 лютого, після перемоги над Єленою Докич на Open GDF Suez, Кім повернула собі звання першої ракетки світу. Втім, у фіналі турніру поступилася Петрі Квітовій.
Травми продовжували переслідувати спортсменку, і їй довелося пропустити другу половину року й майже половину наступного, повернувшись у теніс тільки на Вімблдонський турнір 2012. Після Вімблдону Кім Клейстерс взяла участь в олімпійському турнірі, де програла у чвертьфіналі Марії Шараповій. Останній матч у своїй кар'єрі Клейстерс провела на Відкритому чемпіонаті США, де у другому колі програла британці Лорі Робсон.

## Рекорди
У 2005 перемігши на турнірі 1 категорії в Індіан-Велсі, Кім Клейстерс увійшла до історії тенісу як переможниця з найнижчим рейтингом (133), у фіналі переграла Ліндсей Давенпорт в трьох сетах: 6-4, 4-6, 6-2; це був другий за ліком турнір після річного заліковування травми.

## Особисте життя
Її батько Лео Клейстерс був відомим футболістом.
Кім має молодшу сестру Елке Клейстерс, яка подавала великі надії в тенісі, досягла певних успіхів, але через здоров'я покинула великий спорт.
В листопаді 2003 Клейстерс повідомила про заручини з австралійським тенісистом Ллейтоном Г'юїтом. Через рік вони офіційно розійшлись. У 2007 році одружилася з американським баскетболістом Братаном Лінчем. У 2008 народила доньку — Яду Елліє.

## Загальна статистика

### Досягнення
| W | Ф | ПФ | ЧФ | #Р | КТ | К# | DNQ | A | NH |

#### Одиночний розряд
| Турніри Великого шлему                 |     |     |      |      |      |     |      |      |                 |                 |                 |      |     |     |      |     |                  |                  |                  |                  |
| Відкритий чемпіонат Австралії з тенісу |     | 1р  | 4р   | ПФ   | ПФ   | Ф   |      | ПФ   | ПФ              |                 |                 | 3р   | П   | ПФ  |      |     |                  | 1 / 10           | 43–9             | 83%              |
| Відкритий чемпіонат Франції з тенісу   |     | 1р  | Ф    | 3р   | Ф    |     | 4р   | ПФ   |                 |                 |                 |      | 2р  |     |      |     | 0 / 7            | 23–7             | 77%              |                  |
| Вімблдонський турнір                   | 4р  | 2р  | ЧФ   | 2р   | ПФ   |     | 4р   | ПФ   |                 |                 |                 | ЧФ   |     | 4р  | NH   |     | 0 / 9            | 28–9             | 76%              |                  |
| Відкритий чемпіонат США з тенісу       | 3р  | 2р  | ЧФ   | 4р   | Ф    |     | П    |      |                 |                 | П               | П    |     | 2р  | 1р   |     | 3 / 10           | 38–7             | 84%              |                  |
| В-П                                    | 5–2 | 2–4 | 17–4 | 11–4 | 22–4 | 6–1 | 13–2 | 14–3 | 5–1             | 0–0             | 7–0             | 13–2 | 8–1 | 9–3 |      | 0–1 | 0–0              | 4 / 36           | 132–32           | 80%              |
| Фінали року                            |     |     |      |      |      |     |      |      |                 |                 |                 |      |     |     |      |     |                  |                  |                  |                  |
| Фінал WTA                              | DNQ | ЧФ  | ПФ   | П    | П    | DNQ | RR   | ПФ   | Did not qualify | Did not qualify | Did not qualify | П    | DNQ | DNQ |      | NH  | DNQ              | 3 / 7            | 19–7             | 73%              |
| Загальна статистика                    |     |     |      |      |      |     |      |      |                 |                 |                 |      |     |     |      |     |                  |                  |                  |                  |
| Титули                                 | 1   | 2   | 3    | 4    | 9    | 2   | 9    | 3    | 1               | 0               | 1               | 5    | 1   | 0   |      | 0   | 0                | Career total: 41 | Career total: 41 | Career total: 41 |
| Фінали                                 | 2   | 3   | 6    | 6    | 15   | 3   | 9    | 5    | 2               | 0               | 1               | 5    | 3   | 0   | 0    | 0   | Career total: 60 | Career total: 60 | Career total: 60 |                  |
| Рейтинг на кінець року                 | 47  | 18  | 5    | 4    | 2    | 22  | 2    | 5    | N/A             | N/A             | 18              | 3    | 13  | N/A | 1030 |     |                  |                  |                  |                  |

#### Парний розряд
| Турнір                                 | 2000 | 2001 | 2002 | 2003 | 2004–11 | 2012 | SR     | В-П   | Win % |
| -------------------------------------- | ---- | ---- | ---- | ---- | ------- | ---- | ------ | ----- | ----- |
| Відкритий чемпіонат Австралії з тенісу | 1р   | 3р   | 3р   | ЧФ   |         |      | 0 / 4  | 7–4   | 64%   |
| Відкритий чемпіонат Франції з тенісу   | 1р   | 3р   |      | П    |         |      | 1 / 3  | 8–2   | 80%   |
| Вімблдонський турнір                   | 2р   | Ф    |      | П    |         |      | 1 / 3  | 12–2  | 86%   |
| Відкритий чемпіонат США з тенісу       | 3р   |      | ЧФ   | 2р   |         | 1р   | 0 / 4  | 6–4   | 60%   |
| В-П                                    | 3–4  | 9–3  | 5–2  | 16–2 | 0–0     | 0–1  | 2 / 14 | 33–12 | 73%   |

### Фінали турнірів Великого шолома

#### Одиночний розряд: 8 (4 титули, 4 поразки)
| Результат | Рік  | Турнір                                 | Покриття | Опонент            | Рахунок         |
| --------- | ---- | -------------------------------------- | -------- | ------------------ | --------------- |
| Поразка   | 2001 | Ролан Гаррос                           | Ґрунт    | Дженніфер Капріаті | 6–1, 4–6, 10–12 |
| Поразка   | 2003 | Ролан Гаррос                           | Ґрунт    | Жустін Енен        | 0–6, 4–6        |
| Поразка   | 2003 | US Open                                | Тверде   | Жустін Енен        | 5–7, 1–6        |
| Поразка   | 2004 | Відкритий чемпіонат Австралії з тенісу | Тверде   | Жустін Енен        | 3–6, 6–4, 3–6   |
| Перемога  | 2005 | US Open                                | Тверде   | Марі П'єрс         | 6–3, 6–1        |
| Перемога  | 2009 | US Open (2)                            | Тверде   | Каролін Возняцкі   | 7–5, 6–3        |
| Перемога  | 2010 | US Open (3)                            | Тверде   | Віра Звонарьова    | 6–2, 6–1        |
| Перемога  | 2011 | Australian Open                        | Тверде   | Лі На              | 3–6, 6–3, 6–3   |

#### Парний розряд: 3 (2 титули, 1 поразка)
| Результат | Рік  | Турнір                               | Покриття | Партнер    | Опоненти                             | Рахунок            |
| --------- | ---- | ------------------------------------ | -------- | ---------- | ------------------------------------ | ------------------ |
| Поразка   | 2001 | Вімблдонський турнір                 | Трава    | Суґіяма Ай | Ліза Реймонд Ренне Стаббс            | 4–6, 3–6           |
| Перемога  | 2003 | Відкритий чемпіонат Франції з тенісу | Ґрунт    | Суґіяма Ай | Вірхінія Руано Паскуаль Паола Суарес | 6–7(5–7), 6–2, 9–7 |
| Перемога  | 2003 | Wimbledon                            | Трава    | Суґіяма Ай | Вірхінія Руано Паскуаль Паола Суарес | 6–4, 6–4           |

#### Мікст: 1 (1 поразка)
| Результат | Рік  | Турнір                    | Покриття | Партнер        | Опоненти                   | Рахунок       |
| --------- | ---- | ------------------------- | -------- | -------------- | -------------------------- | ------------- |
| Поразка   | 2000 | Вімблдонський турнір 2000 | Трава    | Ллейтон Г'юїтт | Кімберлі По Доналд Джонсон | 4–6, 6–7(3–7) |

Джерела: ITF profile, WTA profile

## Фінали турнірів WTA

### Одиночний розряд: 60 (41 титули, 19 поразок)
| Легенда                                                     |
| ----------------------------------------------------------- |
| Турніри Великого шолома (4–4)                               |
| Фінали (3–0)                                                |
| WTA 1000 (Tier I / Premier 5 / Premier M) (7–3)             |
| WTA 500 (Tier II / Premier) (18–10)                         |
| WTA 250 (Tier III / Tier IV / Tier V / International) (9–2) |

| Фінали за покриттям |
| ------------------- |
| Тверде (31–11)      |
| Трава (2–1)         |
| Ґрунт (3–3)         |
| Килим (5–4)         |

| Результат | В-П   | Дата     | Турнір                                            | Категорія     | Покриття   | Опонент              | Рахунок             |
| --------- | ----- | -------- | ------------------------------------------------- | ------------- | ---------- | -------------------- | ------------------- |
| Перемога  | 1–0   | Вер 1999 | BGL Luxembourg Open, Люксембург                   | Tier III      | Килим (i)  | Домінік Монамі       | 6–2, 6–2            |
| Поразка   | 1–1   | Жов 1999 | Bratislava Open, Словаччина                       | Tier V        | Тверде     | Амелі Моресмо        | 3–6, 3–6            |
| Перемога  | 2–1   | Січ 2000 | Hobart International, Австралія                   | Tier IV       | Тверде     | Чанда Рубін          | 2–6, 6–2, 6–2       |
| Поразка   | 2–2   | Жов 2000 | Porsche Tennis Grand Prix, Німеччина              | Tier II       | Килим (i)  | Мартіна Хінгіс       | 0–6, 3–6            |
| Перемога  | 3–2   | Жов 2000 | Sparkassen Cup, Німеччина                         | Tier II       | Килим (i)  | Олена Лиховцева      | 7–6(8–6), 4–6, 6–4  |
| Поразка   | 3–3   | Бер 2001 | Indian Wells Open США                             | Tier I        | Тверде     | Серена Вільямс       | 6–4, 4–6, 2–6       |
| Поразка   | 3–4   | Тра 2001 | Відкритий чемпіонат Франції з тенісу, Франція     | Grand Slam    | Ґрунт      | Дженніфер Капріаті   | 6–1, 4–6, 10–12     |
| Поразка   | 3–5   | Чер 2001 | Rosmalen Grass Court Championships, Нідерланди    | Tier III      | Трава      | Жустін Енен          | 4–6, 6–3, 3–6       |
| Перемога  | 4–5   | Лип 2001 | Silicon Valley Classic, США                       | Tier II       | Тверде     | Ліндсі Девенпорт     | 6–4, 6–7(5–7), 6–1  |
| Перемога  | 5–5   | Вер 2001 | Sparkassen Cup, Німеччина (2)                     | Tier II       | Килим (i)  | Магдалена Малеєва    | 6–1, 6–1            |
| Перемога  | 6–5   | Жов 2001 | Люксембург Open, Люксембург (2)                   | Tier III      | Тверде (i) | Ліза Реймонд         | 6–2, 6–2            |
| Перемога  | 7–5   | Кві 2002 | Hamburg European Open, Німеччина                  | Tier II       | Ґрунт      | Вінус Вільямс        | 1–6, 6–3, 6–4       |
| Поразка   | 7–6   | Лип 2002 | Stanford Classic, США                             | Tier II       | Тверде     | Вінус Вільямс        | 3–6, 3–6            |
| Поразка   | 7–7   | Вер 2002 | Princess Cup, Японія                              | Tier II       | Тверде     | Серена Вільямс       | 6–2, 3–6, 3–6       |
| Перемога  | 8–7   | Жов 2002 | Stuttgart Open, Німеччина                         | Tier II       | Тверде     | Даніела Гантухова    | 4–6, 6–3, 6–4       |
| Перемога  | 9–7   | Жов 2002 | Люксембург Open, Люксембург (3)                   | Tier III      | Тверде (i) | Магдалена Малеєва    | 6–1, 6–2            |
| Перемога  | 10–7  | Лис 2002 | Фінал WTA, США                                    | Tour Фінали   | Тверде     | Серена Вільямс       | 7–5, 6–3            |
| Перемога  | 11–7  | Січ 2003 | Sydney International, Австралія                   | Tier II       | Тверде     | Ліндсі Девенпорт     | 6–4, 6–3            |
| Поразка   | 11–8  | Лют 2003 | Diamond Games, Бельгія                            | Tier II       | Килим (i)  | Вінус Вільямс        | 2–6, 4–6            |
| Поразка   | 11–9  | Бер 2003 | State Farm Classic, США                           | Tier II       | Тверде     | Суґіяма Ай           | 6–3, 5–7, 4–6       |
| Перемога  | 12–9  | Бер 2003 | Indian Wells Open, США                            | Tier I        | Тверде     | Ліндсі Девенпорт     | 6–4, 7–5            |
| Поразка   | 12–10 | Тра 2003 | German Open, Німеччина                            | Tier I        | Ґрунт      | Жустін Енен          | 4–6, 6–4, 5–7       |
| Перемога  | 13–10 | Тра 2003 | Мастерс Рим, Італія                               | Tier I        | Ґрунт      | Амелі Моресмо        | 3–6, 7–6(7–3), 6–0  |
| Поразка   | 13–11 | Тра 2003 | French Open, Франція                              | Grand Slam    | Ґрунт      | Жустін Енен          | 0–6, 4–6            |
| Перемога  | 14–11 | Чер 2003 | Rosmalen Championships, Нідерланди                | Tier III      | Трава      | Жустін Енен          | 6–7(4–7), 3–0, ret. |
| Перемога  | 15–11 | Лип 2003 | Stanford Classic, США (2)                         | Tier II       | Тверде     | Дженніфер Капріаті   | 4–6, 6–4, 6–2       |
| Поразка   | 15–12 | Лип 2003 | San Diego Open, США                               | Tier II       | Тверде     | Жустін Енен          | 6–3, 2–6, 3–6       |
| Перемога  | 16–12 | Сер 2003 | LA Women's Tennis Championships, США              | Tier II       | Тверде     | Ліндсі Девенпорт     | 6–1, 3–6, 6–1       |
| Поразка   | 16–13 | Сер 2003 | Відкритий чемпіонат США з тенісу, США             | Grand Slam    | Тверде     | Жустін Енен          | 5–7, 1–6            |
| Перемога  | 17–13 | Жов 2003 | Stuttgart Open, Німеччина (2)                     | Tier II       | Тверде     | Жустін Енен          | 5–7, 6–4, 6–2       |
| Перемога  | 18–13 | Жов 2003 | Люксембург Open, Люксембург (4)                   | Tier III      | Тверде     | Чанда Рубін          | 6–2, 7–5            |
| Перемога  | 19–13 | Лис 2003 | Турніри WTA Tour, США (2)                         | Tour Фінали   | Тверде     | Амелі Моресмо        | 6–2, 6–0            |
| Поразка   | 19–14 | Січ 2004 | Відкритий чемпіонат Австралії з тенісу, Melbourne | Grand Slam    | Тверде     | Жустін Енен          | 3–6, 6–4, 3–6       |
| Перемога  | 20–14 | Лют 2004 | Open GDF Suez, Франція                            | Tier II       | Килим (i)  | Марі П'єрс           | 6–2, 6–1            |
| Перемога  | 21–14 | Лют 2004 | Diamond Games, Бельгія                            | Tier II       | Килим (i)  | Сільвія Фаріна-Елія  | 6–3, 6–0            |
| Перемога  | 22–14 | Бер 2005 | Indian Wells Open, США                            | Tier I        | Тверде     | Ліндсі Девенпорт     | 6–4, 4–6, 6–2       |
| Перемога  | 23–14 | Бер 2005 | Відкритий чемпіонат Маямі з тенісу, США           | Tier I        | Тверде     | Марія Шарапова       | 6–3, 7–5            |
| Перемога  | 24–14 | Чер 2005 | Eastbourne International, Велика Британія         | Tier II       | Трава      | Віра Душевіна        | 7–5, 6–0            |
| Перемога  | 25–14 | Сер 2005 | Stanford Classic, США (3)                         | Tier II       | Тверде     | Вінус Вільямс        | 7–5, 6–2            |
| Перемога  | 26–14 | Сер 2005 | LA Championships, США (2)                         | Tier II       | Тверде     | Даніела Гантухова    | 6–4, 6–1            |
| Перемога  | 27–14 | Сер 2005 | Мастерс Канада, Канада                            | Tier I        | Тверде     | Жустін Енен          | 7–5, 6–1            |
| Перемога  | 28–14 | Вер 2005 | US Open, США                                      | Grand Slam    | Тверде     | Марі П'єрс           | 6–3, 6–1            |
| Перемога  | 29–14 | Жов 2005 | Люксембург Open, Люксембург (5)                   | Tier II       | Тверде     | Анна-Лена Гренефельд | 6–2, 6–4            |
| Перемога  | 30–14 | Жов 2005 | Gaz de France Stars, Бельгія                      | Tier III      | Тверде     | Франческа Ск'явоне   | 6–2, 6–3            |
| Поразка   | 30–15 | Лют 2006 | Diamond Games, Бельгія                            | Tier II       | Килим (i)  | Амелі Моресмо        | 6–3, 3–6, 3–6       |
| Перемога  | 31–15 | Тра 2006 | Warsaw Open, Польща                               | Tier II       | Ґрунт      | Світлана Кузнецова   | 7–5, 6–2            |
| Перемога  | 32–15 | Лип 2006 | Stanford Classic, США (4)                         | Tier II       | Тверде     | Патті Шнідер         | 6–4, 6–2            |
| Поразка   | 32–16 | Сер 2006 | Southern California Open, США                     | Tier I        | Тверде     | Марія Шарапова       | 5–7, 5–7            |
| Перемога  | 33–16 | Лис 2006 | Gaz de Франція Stars, Бельгія (2)                 | Tier III      | Тверде     | Кая Канепі           | 6–3, 3–6, 6–4       |
| Перемога  | 34–16 | Січ 2007 | Sydney International, Австралія (2)               | Tier II       | Тверде     | Єлена Янкович        | 4–6, 7–6(7–1), 6–4  |
| Поразка   | 34–17 | Лют 2007 | Diamond Games, Бельгія                            | Tier II       | Килим (i)  | Амелі Моресмо        | 6–4, 7–6(7–4)       |
| Перемога  | 35–17 | Вер 2009 | US Open, США (2)                                  | Grand Slam    | Тверде     | Каролін Возняцкі     | 7–5, 6–3            |
| Перемога  | 36–17 | Січ 2010 | Brisbane International, Австралія                 | International | Тверде     | Жустін Енен          | 6–3, 4–6, 7–6(8–6)  |
| Перемога  | 37–17 | Кві 2010 | Miami Open, США (2)                               | Premier M     | Тверде     | Вінус Вільямс        | 6–2, 6–1            |
| Перемога  | 38–17 | Сер 2010 | Мастерс Цинциннаті, США                           | Premier 5     | Тверде     | Марія Шарапова       | 2–6, 7–6(7–4), 6–2  |
| Перемога  | 39–17 | Вер 2010 | US Open, США (3)                                  | Grand Slam    | Тверде     | Віра Звонарьова      | 6–2, 6–1            |
| Перемога  | 40–17 | Жов 2010 | Турніри WTA Tour, Катар (3)                       | Tour Фінали   | Тверде     | Каролін Возняцкі     | 6–3, 5–7, 6–3       |
| Поразка   | 40–18 | Січ 2011 | Sydney International, Австралія                   | Premier       | Тверде     | Лі На                | 6–7(3–7), 3–6       |
| Перемога  | 41–18 | Січ 2011 | Australian Open, Австралія                        | Grand Slam    | Тверде     | Лі На                | 3–6, 6–3, 6–3       |
| Поразка   | 41–19 | Лют 2011 | Open GDF Suez, Франція                            | Premier       | Тверде (i) | Петра Квітова        | 4–6, 3–6            |

### Парний розряд: 20 (11 титулів, 9 поразок)
| Легенда                                     |
| ------------------------------------------- |
| Турніри Великого шолома (2–1)               |
| Фінали (0–1)                                |
| WTA 1000 (Tier I) (1–2)                     |
| WTA 500 (Tier II) (5–3)                     |
| WTA 250 (Tier III / Tier IV / Tier V) (3–2) |

| Фінали за покриттям |
| ------------------- |
| Тверде (7–5)        |
| Трава (1–2)         |
| Ґрунт (2–1)         |
| Килим (1–1)         |

| Результат | В-П  | Дата     | Турнір                                         | Категорія  | Покриття | Партнер          | Опоненти                             | Рахунок                 |
| --------- | ---- | -------- | ---------------------------------------------- | ---------- | -------- | ---------------- | ------------------------------------ | ----------------------- |
| Перемога  | 1–0  | Жов 1999 | Bratislava Open, Словаччина                    | Tier V     | Тверде   | Лоранс Куртуа    | Ольга Барабанщикова Лілія Остерло    | 6–2, 3–6, 7–5           |
| Поразка   | 1–1  | Січ 2000 | Hobart International, Австралія                | Tier IV    | Тверде   | Алісія Молік     | Ріта Гранде Емілі Луа                | 6–2, 2–6, 6–3           |
| Перемога  | 2–1  | Тра 2000 | Belgian Open, Бельгія                          | Tier V     | Ґрунт    | Сабін Аппельманс | Дженніфер Гопкінс Петра Рампре       | 6–1, 6–1                |
| Поразка   | 2–2  | Жов 2000 | Sparkassen Cup, Німеччина                      | Tier II    | Килим    | Лоранс Куртуа    | Аранча Санчес Вікаріо Анн-Гель Сідо  | 6–7(6–8), 7–5, 6–3      |
| Поразка   | 2–3  | Бер 2001 | State Farm Classic, США                        | Tier II    | Тверде   | Меган Шонессі    | Ліза Реймонд Ренне Стаббс            | Walkover                |
| Поразка   | 2–4  | Чер 2001 | Rosmalen Grass Court Championships, Нідерланди | Tier III   | Трава    | Міріам Ореманс   | Руксандра Драгомір Надія Петрова     | 7–6(7–5), 6–7(5–7), 6–4 |
| Поразка   | 2–5  | Лип 2001 | Вімблдонський турнір, Велика Британія          | Grand Slam | Трава    | Суґіяма Ай       | Ліза Реймонд Ренне Стаббс            | 6–4, 6–3                |
| Поразка   | 2–6  | Вер 2001 | Princess Cup, Японія                           | Tier II    | Тверде   | Суґіяма Ай       | Кара Блек Лізель Губер               | 6–1, 6–3                |
| Перемога  | 3–6  | Сер 2002 | LA Women's Tennis Championships, США           | Tier II    | Тверде   | Єлена Докич      | Даніела Гантухова Суґіяма Ай         | 6–3, 6–3                |
| Перемога  | 4–6  | Жов 2002 | BGL Luxembourg Open, Люксембург                | Tier III   | Тверде   | Жанетта Гусарова | Квета Пешке Барбара Ріттнер          | 4–6, 6–3, 7–5           |
| Перемога  | 5–6  | Січ 2003 | Sydney International, Австралія                | Tier II    | Тверде   | Суґіяма Ай       | Кончита Мартінес Ренне Стаббс        | 6–3, 6–3                |
| Перемога  | 6–6  | Лют 2003 | Belgian Open, Бельгія (2)                      | Tier II    | Килим    | Суґіяма Ай       | Наталі Деші Емілі Луа                | 6–2, 6–0                |
| Перемога  | 7–6  | Бер 2003 | State Farm Classic, США                        | Tier II    | Тверде   | Суґіяма Ай       | Ліндсі Девенпорт Ліза Реймонд        | 6–1, 6–4                |
| Поразка   | 7–7  | Бер 2003 | Indian Wells Open, США                         | Tier I     | Тверде   | Суґіяма Ай       | Ліндсі Девенпорт Ліза Реймонд        | 3–6, 6–4, 6–1           |
| Поразка   | 7–8  | Тра 2003 | German Open, Німеччина                         | Tier I     | Ґрунт    | Суґіяма Ай       | Вірхінія Руано Паскуаль Паола Суарес | 6–3, 4–6, 6–4           |
| Перемога  | 8–8  | Чер 2003 | Відкритий чемпіонат Франції з тенісу, Франція  | Grand Slam | Ґрунт    | Суґіяма Ай       | Вірхінія Руано Паскуаль Паола Суарес | 6–7, 6–2, 9–7           |
| Перемога  | 9–8  | Лип 2003 | Wimbledon, Велика Британія                     | Grand Slam | Трава    | Суґіяма Ай       | Вірхінія Руано Паскуаль Паола Суарес | 6–4, 6–4                |
| Перемога  | 10–8 | Сер 2003 | San Diego Open, США                            | Tier II    | Тверде   | Суґіяма Ай       | Ліндсі Девенпорт Ліза Реймонд        | 6–4, 7–5                |
| Перемога  | 11–8 | Жов 2003 | Zurich Open, Швейцарія                         | Tier I     | Тверде   | Суґіяма Ай       | Вірхінія Руано Паскуаль Паола Суарес | 7–6, 6–2                |
| Поразка   | 11–9 | Лис 2003 | Фінал WTA, США                                 | Фінали     | Тверде   | Суґіяма Ай       | Вірхінія Руано Паскуаль Паола Суарес | 6–4, 3–6, 6–3           |